# Berenice Pancrisia
Berenice Pancrisia (in greco antico: Βερενίκη Πάνχρυσος?, Bereníke Pánchrysos) è un antico insediamento urbano, situato nel deserto nord-orientale del Sudan, poco al di sotto del ventiduesimo parallelo, vicino alle miniere d'oro del Wadi Allaqi nella Nubia dei faraoni.
Fu scoperta il 12 febbraio del 1989 da una spedizione italiana, composta dai fratelli Angelo e Alfredo Castiglioni, Luigi Balbo, Giancarlo Negro e Manlio Sozzani, utilizzando una mappa araba del IX secolo che riportava una miniera.
La scoperta è stata considerata così importante da creare una nuova branca dell'archeologia: la Nubiologia.

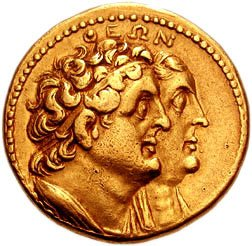
Tolomeo I e Berenice I

Berenice Pancrisia significa "tutta d'oro" dal greco panchrysos e avrebbe avuto il nome da Tolomeo II Filadelfo che, nel 271 a.C. circa, in onore della madre Berenice I, consorte di Tolomeo I Sotere, ribattezzò la località dopo averla completamente ristrutturata e ampliata, anche con un porto. Ma una seconda ipotesi farebbe derivare il nome dal dio Pan, nome greco di Min divinità egizia del deserto.
Quindi, in sintesi, il significato di Berenice Pancrisia sarebbe Berenice città d'oro o del dio Pan.
In realtà, il sito nubiano risale a moltissimo tempo prima della dinastia tolemaica ed era conosciuto come la città dei Beja. Durante il Medio Regno, ebbe quasi sicuramente il nome egizio di Tjeb ed iniziò la produzione industriale, durante il Nuovo Regno, del metallo che prima veniva raccolto nei ruscelli montani in superficie come oro alluvionale.
Berenice Pancrisia fu indicata da:
- Seti I, su una mappa del deserto di Wawat dove fece approntare, con grande dispendio di uomini e mezzi, dei pozzi di acqua;
- Ramses II che fece incidere nel granito di una stele, a Quban, la via delle miniere. Questa stele si rese necessaria perché molti uomini che dovevano andare a dilavare l'oro, morivano di sete, persi nel deserto o sulla via del ritorno, non portando quindi più il prezioso carico nelle casse del faraone. Inoltre ripristinò i pozzi d'acqua scavati da Seti I che nel frattempo si erano prosciugati per diminuzione della portata della falda idrica legata alla desertificazione già in atto. Il pozzo, di cui parla la stele di Quban, è molto probabilmente quello scoperto da una spedizione russa a cinquantacinque chilometri dalla foce del Wadi Allaqi;
- Thutmose III che nel tempio di Karnak, a Luxor, illustrò, sulla parete del VI pilone, gli Annali che recitavano lunghi e minuziosi conteggi dei tributi in oro provenienti dalla regione di Wawat. I geroglifici ci dicono che da quella zona, in soli quattro anni, furono importati circa 11.000 deben di oro puro e cioè quasi una tonnellata;

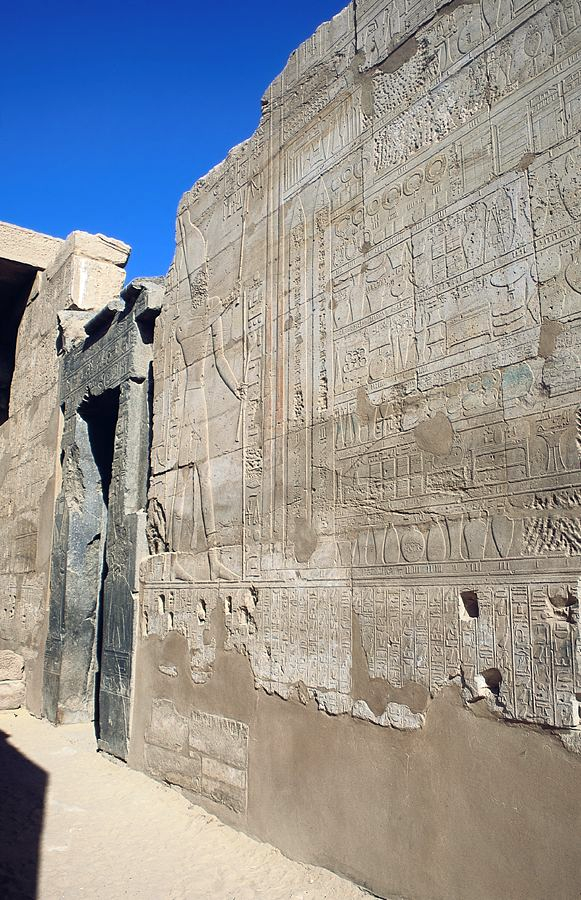
Gli Annali di Thutmoses III

- Plinio il Vecchio che la citò nella Naturalis Historia libro VI "... Berenicen alteram, quae Panchrysos cognominata est...";
- Diodoro Siculo che, circa 30 anni a.C., descriveva le zone di quarzo aurifero della Nubia tolemaica, nel suo libro III della Biblioteca Storica. Questi ci informava che a sud dell'Egitto, tra Arabia ed Etiopia, c'era un luogo pieno di minerali e di miniere d'oro e dove con immani fatiche veniva estratto l'oro.

Anche numerosi esploratori arabi conoscevano Berenice Pancrisia ma, all'inizio del IX secolo, le mutarono il nome in Allaqi (o Allaki o Alachi) e in Ma'din ad-dahab ossia miniera d'oro.
Restò conosciuta fino al XII secolo quando iniziò il declino, poiché estrarre oro, nel deserto, divenne eccessivamente costoso principalmente per carenza di acqua.
Poi, nel 1600 circa si perse l'ubicazione precisa e Berenice fu cancellata dalle carte geografiche e dalla toponomastica. Si incominciò a cercarla, in tempi successivi, tra il Uadi Hammamat e il Uadi Allaqi ove le carte arabe segnavano il nome Derahejb (o Alachi), fino a restituirla alla storia nel 1989.
Tanto oro, questo era ciò che Pancrisia doveva al faraone che ne era l'unico proprietario. Oro, la carne degli dei e la luce di Ra. Oro, il metallo nobile e il più desiderato.
Sarcofagi, statue, monili, punte di obelischi, pavimentazioni di regge: tutto splendeva, in Egitto, nella luce aurea del simbolo dell'eterno.
Il sarcofago di Tutankhamon, che pesa più di 100 chilogrammi, è tutto in oro massiccio e anche gli arredi sono in oro, laminato.
Quasi l'ottanta percento del metallo arrivava dalla zona mineraria di Berenice Pancrisia ed a cercare nuove miniere i faraoni mandavano i Sementi, ricercatori che contrassegnavano, con la propria firma, le rocce di quarzo che scoprivano. Tra tanti nomi si trovano anche quelli di semplici viaggiatori e di funzionari governativi come Hekanefer.
Dei minatori, della gente che lì viveva poco si conosce perché le tracce di attività umana sono veramente tenui:  pietre rozze e semplici cocci parlano solo della dura fatica quotidiana dei minatori, la cui unica speranza era "di morire il più presto possibile" come scrive Diodoro.
Ma tutta la zona limitrofa è ricca di reperti come macine a rotazione e a sfregamento, pestelli, piani per lavaggio della polvere aurifera con ingegnosa raccolta della preziosa acqua ed altri utensili.
Forse donne e bambini vivevano altrove come spesso accade nei siti minerari, ma nulla è provato.
Intorno alla città resti di edifici, imponenti tombe, vaste necropoli e soprattutto un centinaio di miniere per l'estrazione dell'oro che, con i loro pozzi di aerazione, rendono ancor più aliena la superficie di questa terra.

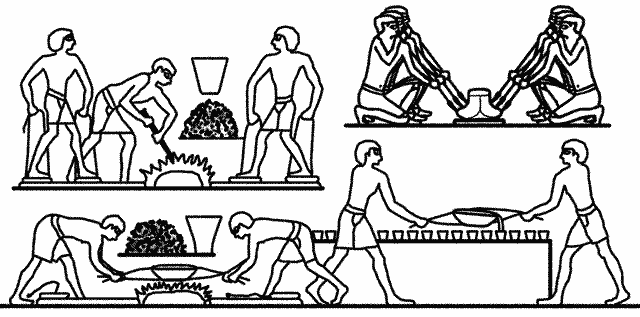

Gli uomini, al chiuso delle gallerie, scavavano con strumenti di pietra alla fioca luce di lampade ad olio, per trovare le piccole inclusioni di quarzo e in cunicoli così stretti da far pensare che vi lavorassero i pigmei o i bambini. Poi il quarzo veniva frantumato con pesi di pietra, polverizzato nelle macine e dilavato per ricavare l'oro. Da una tonnellata, di materiale grezzo, si ottenevano solo quattro, cinque grammi d'oro.
La raccolta della quarzite era effettuata sia dai depositi alluvionali che da scavi in superficie, a trincea, a galleria e a pozzo. Questi ultimi seguivano le vene di quarzo ed arrivavano fino a 50 metri circa di profondità.
In superficie si trova, tra tanti, un antico fiume in secca, il Uadi Allaqi, in mezzo ad un cocente deserto, tra basse colline di rocce sfaldate e imponenti montagne di granito. Questo fiume, in tempi molto remoti, era il maggior tributario del Nilo ed era lungo più di quattrocento chilometri ma, con lo sconvolgimento ecologico del Sahara, si prosciugò regalando, però, oro e pietre preziose, come gli smeraldi.
L'Allaqi, in quel tratto, scorreva a circa seicento metri di altitudine: intorno, niente oasi, niente acque superficiali ma il greto del fiume è cosparso di imponenti acacie e lì, nel mezzo al Uadi, due anacronistiche roccaforti, alte almeno sei metri, a pianta quadrata, dall'aspetto imponente e con muratura in scisto metamorfico.
La prima è larga circa 30 metri. Ha un torrione e numerosi archi in pietra, tutto legato da malta. I muri, spessi quasi un metro, sono perfettamente a piombo.
La seconda roccaforte ha dimensioni simili e presenta un vasto cortile con pozzo, e numerose stanze che vi si aprono intorno. Una scala porta ai camminamenti. Questi edifici dovevano servire come deposito dell'oro estratto ed in mezzo, ad essi, resti di arcaiche costruzioni semicoperti dalla sabbia che dell'oro ha solo il colore.
La zona più ricca di metallo era sul lato ovest del fiume, sulle adiacenti rossastre colline.
Attraversando il Uadi Allaqi, sul margine destro, in posizione soprelevata, c'è la città vera e propria che, con i suoi 60.000 metri quadrati circa, il cui nucleo è di 400 metri di lunghezza e 150 metri di larghezza, poteva ospitare più di 10.000 persone e la rendeva, per quei tempi, una grande città, nonostante fosse ubicata in mezzo al deserto.
L'abitato è attraversato da una strada lunga circa 500 metri e larga quasi 5, rettilinea e lastricata similmente ad un decumano. Parallele e regolari le vie traverse.
Lungo questa strada, le case costruite sono simili, nella disposizione, ad un accampamento militare. Le abitazioni hanno impianti semplici, sono ad un piano ed edificate con pietre a secco ben assemblate.
Nel centro urbano si trovano i resti di un edificio molto grande con finestre ad arco e adibito molto probabilmente a luogo di culto. Infatti, vi sono ancora tracce di uso come moschea anche se l'insieme richiami molto la basilica romana mentre all'estremità nord della città, una costruzione con un basso muro di cinta farebbe pensare ad un mercato.
Nel complesso, una città arida come il deserto che la circonda, spartana e geometrica, in stile greco-romano con qualche variazione araba.
La terra di Kemet, con il suo sfarzo, appare molto, molto lontana nel tempo e nello spazio.